# Der letzte Schuß (film 1920)
Der letzte Schuß è un film muto del 1920 diretto da Franz Seitz.

## Produzione
Il film fu prodotto dall'Union-Film di Monaco.

## Distribuzione
La prima del film si tenne a Lipsia il 13 novembre 1920.